# بانالک
بانالک (به فرانسوی: Bannalec) یک کمون در فرانسه است که در فینیستر واقع شده‌است.

## خصوصیات
بانالک ۷۷٫۵۱ کیلومترمربع مساحت و ۵٬۲۲۶ نفر جمعیت دارد.